# Jaime Conde Noguerol
Jaime Conde Noguerol (Verín, Orense, 24 de febrero de 1984), conocido como Jaime Noguerol, es un futbolista español.

## Trayectoria
Jaime Noguerol nació en la localidad ourensana de Verín. Es en el equipo de la villa, el Verín C. F.. en donde tiene sus comienzos futbolísticos pasando por todas sus categorías inferiores hasta su debut en el primer equipo en Tercera División. En la temporada 2002-03 ficha por el Pabellón C. F. para jugar en la División de Honor Juvenil durante 2 años.
Tras acabar su etapa juvenil es fichado en la temporada 2004-05 por el C. D. Ourense, en donde pasa a formar parte de la plantilla del primer equipo en Segunda División B durante 4 años.
En la temporada 2008-09 es traspasado al C. D. Lugo, jugando allí dos temporadas en Segunda División B.
Tras un año sin mucha continuidad por culpa de las lesiones, en la temporada 2010-11 Noguerol abandona el C. D. Lugo y vuelve al C. D. Ourense con el objetivo del ascenso. Aquí juega 4 temporadas hasta que el club desaparece por motivos económicos .
En la temporada 2014-15 ficha por la S. D. Formentera saliendo por primera vez de Galicia para jugar en la Tercera División de las Islas Baleares y en donde es campeón de la liga.
Tras un año excelente, en agosto del 2015 decide fichar por 2 temporadas por el FC Santa Coloma, vigente campeón de la 1.ª División de Andorra, dando así un nuevo giro a su carrera deportiva y con el aliciente de repetir campeonato y jugar así la previa de la Liga de Campeones de la UEFA . Su debut no pudo ser mejor en el equipo andorrano, marcando en la final de la Supercopa de Andorra y llevándose así su primer título con el equipo.
En esta temporada se proclama campeón de la 1.ª División de Andorra y juega previa de Liga de Campeones de la UEFA contra el Alashkert de Armenia.
En la temporada 16/17 vuelve a ganar el campeonato de la 1.ª División de Andorra y le vuelve a tocar en la previa de Liga de Campeones el mismo equipo armenio, el Alashkert.
En la temporada 17/18 renueva contrato con el FC Santa Coloma con la intención de repetir título, lográndolo por tercer año consecutivo. Juega la previa de la Liga de Campeones de la UEFA contra FC Drita de Kosovo quedando eliminados en la prórroga.

## Palmarés
| Título                                  | Club             | Año                           |
| --------------------------------------- | ---------------- | ----------------------------- |
| Copa Real Federación Española de Fútbol | C. D. Ourense    | 2007-2008                     |
| Tercera División de Galicia             | C. D. Ourense    | 2011-2012                     |
| Ascenso a Segunda División B            | C. D. Ourense    | 2011-2012                     |
| Copa Real Federación Española de Fútbol | C. D. Ourense    | 2013-2014                     |
| Tercera División de Baleares            | S. D. Formentera | 2014-2015                     |
| Supercopa de Andorra                    | FC Santa Coloma  | 2015-2016                     |
| Liga 1.º División andorrana             | FC Santa Coloma  | 2015-2016                     |
| Supercopa de Andorra                    | FC Santa Coloma  | 2015-2016                     |
| Liga 1.ª División andorrana             | FC Santa Coloma  | 2016-2017                     |
| Supercopa de Andorra                    | FC Santa Coloma  | 2017-2018                     |
| Previa Liga de Campeones de la UEFA     | FC Santa Coloma  | 2015-2016 2016-2017 2017-2018 |
| Liga 1.ª División andorrana             | FC Santa Coloma  | 2017-2018                     |

## Enlaces de interés
https://www.youtube.com/watch?v=rhioziXNzXo
https://www.youtube.com/watch?v=xPXb_XaX1Zo
https://www.youtube.com/watch?v=wYo6UWyU7po
- Datos: Q16300839